# Болеславчик (станція)
Болеславчик — вузлова вантажна станція Одеської дирекції Одеської залізниці. Розташована на розходженні ліній від станції Підгородна (14 км) до станції Нікель-Побузький (16 км) та лінії до станції Гайворон (найближча - станція Йосипівка (19 км).
Розташована за 2,5 км на північ від села Болеславчик Первомайського району Миколаївської області.
Незважаючи на те, що станція за тарифним керівництвом є вантажною, по станції зупиняються приміські поїзди.
Станцію було відкрито 1968 року, під такою ж назвою. 